# Mordechaj Namir
Mordechaj Namir (hebrejsky: מרדכי נמיר‎, rodným jménem Mordechaj Nemirovsky; 23. února 1897 – 22. února 1975 byl izraelský politik a poslanec Knesetu, který v druhé polovině 50. let 20. století zastával post ministra práce v izraelské vládě. V témže období byl mimo to rovněž předsedou odborového svazu Histadrut a 60. letech pak starostou Tel Avivu.

## Biografie
Narodil se v Bratolinbovce v Ruském impériu (dnešní Ukrajina) a jako dítě studoval v chederu a na sekulární střední škole. Poté vystudoval právo a ekonomii na Oděské univerzitě. V roce 1924 byl pro své sionistické aktivity zatčen sovětskými úřady a po svém propuštění podnikl téhož roku aliju do britské mandátní Palestiny, kde pracoval pro deník Davar.
V roce 1926 se stal tajemníkem strany Achdut ha-Avoda a v této pozici setrval až do roku 1930. V letech 1929 až 1935 též působil jako vedoucí statistického oddělení odborového svazu Histadrut. Od roku 1935 byl členem telavivské městské rady a o rok později se stal tajemníkem telavivského dělnického svazu. Nadto byl členem velitelství Hagany pro Tel Aviv a později pro celou mandátní Palestinu.
Po vzniku Izraele byl členem diplomatických misí v Československu, Bulharsku a Rumunsku a poté působil jako konzul v Moskvě. O těchto zážitcích později v roce 1971 napsal knihu A Mission in Moscow: A Honeymoon and Years of Wrath.
V letech 1950 až 1956 byl generálním tajemníkem (předsedou) odborového svazu Histadrut. Ve volbách v roce 1951 byl zvolen poslancem za stranu Mapaj a v poslanecké lavici působil až do roku 1969. Během svého funkčního období byl ředitelem státní stavební společnosti Amidar (1959) a ministrem práce (1956–1959).
Kromě svého působení v Knesetu byl v letech 1960 až 1969 starostou Tel Avivu, kde na jeho počest nese řada míst jeho jméno. Jde například o část městské dálnice 2 (někdy také označovaná jako Derech Namir) a náměstí. Během svého působení v čele telavivské radnice se zasadil o extenzivní modernizaci a rozvoj města.
Byl ženatý a jeho manželka je bývalá poslankyně a ministryně Ora Namir.